# Bolusia
Bolusia es un género de plantas con flores  perteneciente a la familia Fabaceae. Comprende 8 especies descritas y de estas, solo 6 aceptadas.

## Taxonomía
El género fue descrito por George Bentham y publicado en Hooker's Icones Plantarum 12: 57. 1873.

## Especies aceptadas
A continuación se brinda un listado de las especies del género Bolusia aceptadas hasta julio de 2014, ordenadas alfabéticamente. Para cada una se indica el nombre binomial seguido del autor, abreviado según las convenciones y usos.	
- Bolusia acuminata
- Bolusia amboensis
- Bolusia capensis
- Bolusia ervoides
- Bolusia resupinata
- Bolusia rhodesiana